# إنريك أوكير
إنريك أوكير (مواليد 10 مارس 1988) هو ممثل إسباني.

## مسيرته التمثيلية
بدأ اهتمام أوكير بالتمثيل في عام 2008 بعد أن شجعته والدته على الالتحاق بمدرسة الدراما في برشلونة. ساعدته دروس الدراما في إصابته باضطراب فرط الحركة ونقص الانتباه، حيث قال: «كانت هذه هي المرة الأولى التي شعرت فيها أنني أستطيع أن أكون جيدًا في شيء ما. التمثيل شفاني كثيرًا».
حصل على دوره التمثيلي الأول في عام 2009 عندما لعب دور البطولة في فيلم حمية البحر الأبيض المتوسط. بعد ذلك، بدأ الأداء في المسارح، وفي عام 2017، شارك في المسلسل التلفزيوني كما لو كان بالأمس، واكتسب شعبية في كاتالونيا.
في عام 2019، حصل على دور رئيسي كتاجر مخدرات شاب في غاليسيا في فيلم العين بالعين . لهذا الدور، حصل على جائزة أفضل ممثل جديد في حفل توزيع جوائز غويا الرابع والثلاثين. أفضل ممثل مساعد في فيلم في جوائز فيروز السابعة  وأفضل ممثل في دور داعم في حفل توزيع جوائز غاودي الثاني عشر. في التلفزيون، حصل على دور رائد في مسلسل حياة مثالية الذي لعب فيه شابًا يعاني من إعاقة ذهنية وأصبح أبًا. كما فاز بجائزة أفضل ممثل رئيسي في مسلسل تلفزيوني في جوائز فيروز الثامنة عن هذا الدور.

## روابط خارجية
[http://www.imdb.com/name/nm3606001/ إنريك أوكير
] في قاعدة بيانات الأفلام على الإنترنت